# Arick Wierson

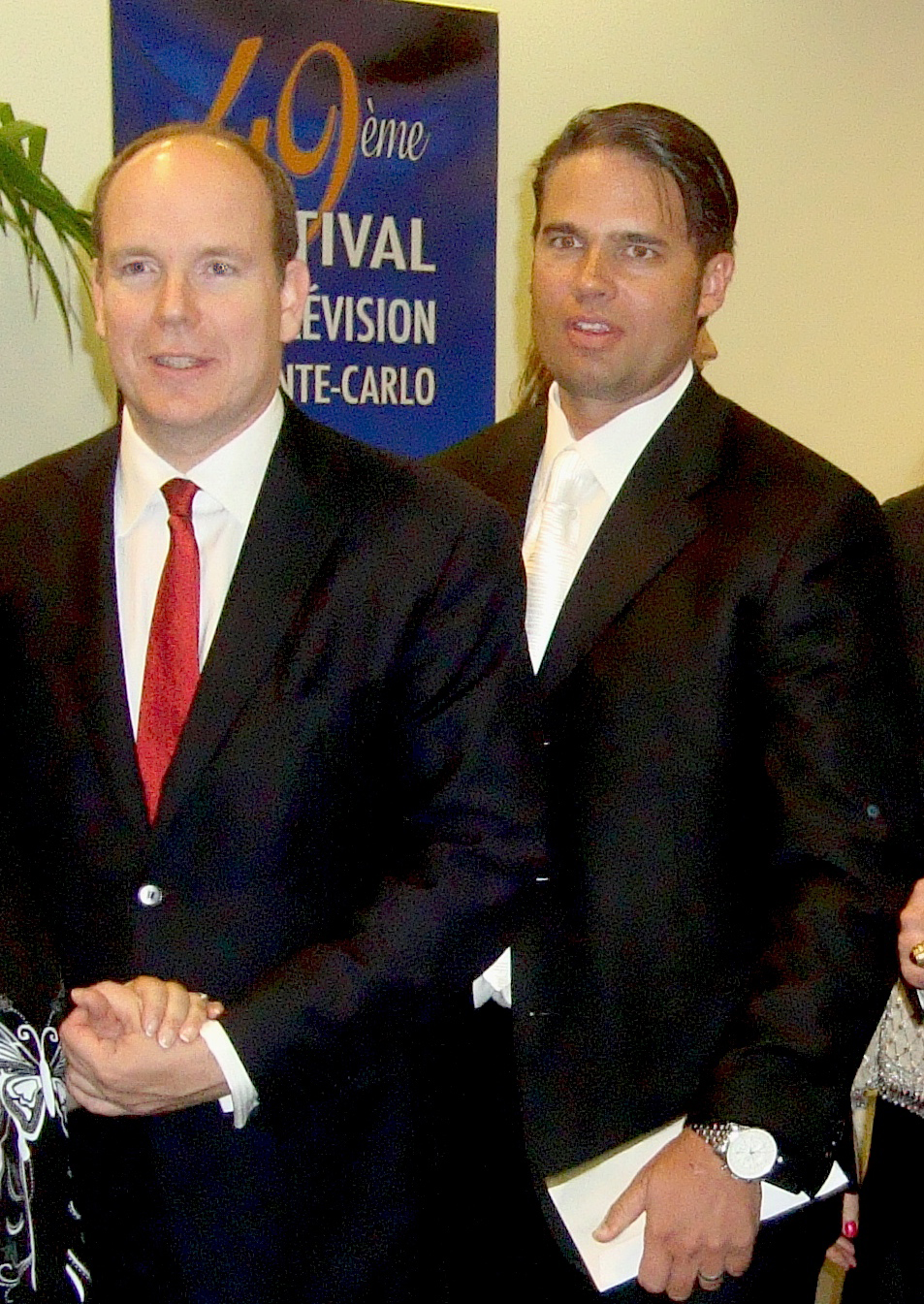
Arick Wierson (derecha), junto a Alberto II de Mónaco.

Arick Wierson (Minneapolis, Minnesota, 1971) es un ejecutivo internacional, natural de los Estados Unidos, más reconocido por ser un asesor de comunicación e de asuntos políticos muy próximo al actual alcalde de la Ciudad de Nueva York, Michael Bloomberg. Formalmente, Wierson ocupó la posición de presidente de NYC Media Group, pero su influencia se extendió más allá de su liderazgo con la televisión americana. Sr. Wierson también es productor de cine y empresario con intereses en Brasil, así como en otras partes de la América Latina, África - especialmente en Angola e Mozambique - y en varios países del Oriente Medio también.
Wierson trabajó una década con Bloomberg, hasta mediados de 2009. Fue durante esta época que Michael Bloomberg subió como unos de los hombres más ricos del mundo. Con la riqueza del empresario Bloomberg, y su poder como alcalde de Nueva York, Sr. Wierson surgió también como uno de los ejecutivos más influyentes en el medio de medios de comunicación en la Estados Unidos en los últimos años de la década de 2000
En 2009, después de Bloomberg haber dejado de ser candidato para Presidente de los EE.UU., optando por un tercer mandato como alcalde de Nueva York, Wierson dejó el gobierno de Michael Bloomberg, para volver al sector privado trabajando con el Brasil y en África (Angola.) Hoy es presidente de la empresa Occidental Atlántica de Angola.

## Backdoor Channels (La Diplomacia Paralela)
El Sr. Wierson produjo la película "La diplomacia paralela: El Precio de la Paz" ("Back Door Channels: The Price of Peace"), que abrió el Festival de Televisión de Monte-Carlo. La película fue producida por la empresa Channel Production Films de Nueva York. El primer lanzamiento importante de la película fue cuando se estrenó en el Festival de Monte-Carlo Televisión el 7 de junio de 2009, en Mónaco. Varios personajes importantes de la televisión americana y francesa estaban en el teatro para el evento, incluyendo el Príncipe Alberto II de Mónaco, el presidente del festival.
La película trata del acuerdo de paz negociado por el expresidente de EE. UU., Jimmy Carter, entre Israel y Egipto. El título del filme hace referencia a la diplomacia paralela, una práctica que comenzó a ganar relevancia en los años 40, cuando un grupo de grandes empresarios, los interlocutores de los gobiernos, empezó a operar en canales paralelos para ayudar a la diplomacia convencional. El documental presenta nuevas entrevistas con, además del expresidente Jimmy Carter, exsecretario General de la Naciones Unidas Boutros Boutros-Ghali, el Dr. Henry Kissinger y Wolf Blitzer, el periodista de la red CNN.

## Vida personal
Wierson se graduó con una Maestría de Economía por la Universidad de Campinas en Sao Paulo, Brasil (Campinas), donde recibió una beca del Rotary International. Se graduó con honores (cum laude) con una licenciatura en Ciencias en Estudios Diplomáticos de la Universidad Georgetown en el Washington D. C., donde se especializó en Estudios Latinoamericanos.
Es mucho lo que se sabe sobre Arick Wierson, especialmente en lo que respecta al tiempo trabajado en el sector público al lado del magnate Michael Bloomberg. Sin embargo, hay algunos periodistas que especulan que no es sólo una coincidencia que Wierson está vinculado a una gama asombrosa de varios hombres influyentes y poderosos en el mundo de los negocios y la política internacional. Por ejemplo, el diario americano de New York, The Village Voice, dijo que Wierson tiene estrecha relación con el multimillonario estadounidense León Charney, dueño de más de 12 rascacielos en Times Square en New York y uno de los principales donantes del mundo a Israel. Sin embargo, Wierson se relaciona muy bien en el mundo árabe, incluido el multimillonario Sulaiman Al-Fahim, uno de los hombres de confianza del clan al-Nahyan, de la actual familia real de Emirados Árabes Unidos. Por otra parte, se dice que con frecuencia Wierson visita Arabia Saudita, en el papel de asesor de varios miembros de la familia real Abdulaziz. También en el mundo árabe parece haber una asociación entre Wierson y la familia real de Marruecos. En una ocasión reciente, en mediados de 2009, Wierson, con su esposa, fue visto por un paparazzi italiano que publicó imágenes en la revista Paris Match de ambos junto a Moulay Hassan, el actual Rey de Marruecos (Hassan II) y el Príncipe Alberto II de Mónaco. En Europa, también hay informes en lengua griega que le une al multimillonario de transporte Minos Kyriakou.